# Sobór laterański II
Sobór laterański II – sobór powszechny Kościoła katolickiego, który został zwołany przez papieża Innocentego II w kwietniu 1139. Według rachuby katolickiej był X soborem powszechnym. W obradach wzięło udział około 100 biskupów oraz wielu opatów.
Pierwszym jego działaniem była likwidacja skutków schizmy, do jakiej doszło za życia antypapieża, Anakleta II. Wszystkie konsekracje przez niego dokonane uznano za nieważne, a mianowanych przez niego duchownych usunięto z urzędów. Wprowadzono także przepisy, mające zapobiegać schizmom w przyszłości. Ogłoszono ekskomunikę króla Sycylii, Rogera II. Potępiono i wygnano z Włoch Arnolda z Brescii.
Podczas soboru uchwalono kanony przeciwko nadużyciom duchowieństwa: małżeństwom kapłanów, symonii i nadmiernemu przepychowi. Unieważniono wszystkie małżeństwa wyższego duchowieństwa (ograniczając powszechny nikolaizm), zakazano wiernym uczęszczać w Mszach św. odprawianych przez żonatych księży i zabroniono udzielania święceń ich synom. Wprowadzono szereg przepisów regulujących życie osób konsekrowanych, w szczególności mnichów i mniszek. Zakazano także urządzania turniejów rycerskich (śmiertelnie rannym można było udzielić namaszczenia chorych, lecz odmówiono prawa do katolickiego pogrzebu). Przemoc wobec kapłanów i zakonników postanowiono karać ekskomuniką. Wzmocniono regulacje odnoszące się do pokoju Bożego. Zakazano małżeństw między krewnymi. Zobowiązano kler do niepobierania opłat za udzielenie bierzmowania, ostatniego namaszczenia i pogrzebu.
Postanowienia tego soboru można potraktować jako pierwszą w historii Europy międzynarodową konwencję o zasadach prowadzenia wojny. Chrześcijanie wyrzekli się stosowania kuszy i łuku w walkach pomiędzy sobą.